# Moises Miastkwosky
Moisés Benjamin Miastkwosky, conhecido como Moisés Miastkwosky, natural de Laranjal Paulista/SP, nascido em 25 de agosto de 1952 - faleceu no Hospital da Luz, São Paulo/SP em 6 de maio de 2014, causa da morte, Insuficiência Respiratória em decorrencia do tabagismo , foi o diretor de mais de 80 espetáculos teatrais, entre eles: Antígone, Édipo Rei, Prometeu Acorrentado, Santo Inquérito, A Pane, Morte e Vida Severina, Transe, O Canto do Cisne, Os Fuzis da Senhora Carrar, Curto-Circuito, O Assalto, O Terrível Capitão do Mato, Álbum de Família, Beijo No Asfalto, Sete Gatinhos, Bailei Na Curva, Mulheres Trágicas, Um Grito Parado No Ar, Bernarda Alba, O Casamento do Pequeno Burguês, Um Paroquiano Inevitável, Entre Quatro Paredes, O Levante do Gueto de Varsóvia, O Diário de Anne Frank, Desgraças de uma Criança, Equus, Sonho de Uma Noite de Verão, Abra a Janela, Cromossomos e outros de sucesso de público e crítica.
Em 1977 criou o Festival Estudantil de Teatro do Estado de São Paulo, o festival estudantil mais antigo de artes cênicas paulista, e o Concurso Nacional de Dramaturgia Paulo Setúbal.
Ele foi supervisor geral do espetáculo- "VIVA A VIDA VIVA" - na ECO 92 no Rio de Janeiro - com a presença do Dalai Lama, Príncipe Charles e outras autoridades mundiais.
Recebeu por mais de vinte vezes prêmios de melhor diretor em festivais de teatro.[carece de fontes?]